# Serp i Molot
Serp i Molot (en rus: Серп и Молот) és un poble (un possiólok) de l'óblast de Vladímir, a Rússia, segons el cens del 2010 tenia 142 habitants. Pertany al districte municipal de Koltxúguino.